# Sony BMG
Cet article court présente un sujet plus développé dans : Sony Music Entertainment.
Sony BMG Music Entertainment était un label discographique américaine appartenant à la Sony Corporation of America et Bertelsmann Music Group, à part égales entre 2004 et 2008. Sony Music Entertainment, son successeur, fait suite au rachat par Sony des parts de Bertelsmann. BMG a été reconstruite en tant que BMG Rights Management avec un répertoire d'artistes.